# Centre històric de Varsòvia
El centre històric de Varsòvia (Stare Miasto, Starówka) és el barri més antic de la ciutat. Confronta amb Wybrzeżi Gdańskie, al llarg del Vístula, i amb els carrers Grodzka, Mostowa i Podwale. És l'atractiu turístic més important de Varsòvia.
El cor del barri és la plaça del Mercat, amb restaurants, cafés i botigues tradicionals. Els carrers de la vora mostren l'arquitectura medieval, amb muralles i la seu de Sant Joan.
Completament destruït arran de la insurrecció de Varsòvia del 1944, el nucli històric es reconstruí fidelment per un esforç col·lectiu de la ciutadania. El 1980 el declarà la Unesco Patrimoni de la Humanitat, com a «exemple únic de reconstrucció pràcticament total del conjunt d'un patrimoni arquitectònic històric dels segle xiii al XX».

## Història
Varsòvia es fundà al s. XIII. Al principi envoltada per una muralla de terra, abans de 1339 fou fortificada amb murs de maó. Originàriament, la ciutat cresqué al voltant del palau dels ducs de Mazòvia, i posteriorment esdevingué el Palau Reial de Varsòvia.
La plaça del Mercat (Rynek Starego Miasta) és de finals del XIII o primeria del s. XIV al camí que duia a la ciutat nova, al nord. Fins al 1817 l'edifici més important n'era l'Ajuntament, anterior al 1429.
Al 1701 la plaça fou remodelada per l'arquitecte neerlandès Tylman van Gameren, i al 1817 enderrocaren l'Ajuntament. Des del segle xix, els quatre costats de la plaça del Mercat duen els noms de quatre polonesos notables que hi habitaren: Ignacy Wyssogota Zakrzewski (sud), Hugo Kołłątaj (oest), Jan Dekert (nord) i Franciszek Barss (est). Al s. XIX, pel ràpid creixement de la ciutat, el nucli històric perdé importància com a centre administratiu i comercial i començà a degradar-se. Amb la independència de Polònia, després de la Primera Guerra mundial, les autoritats locals en prengueren cura.

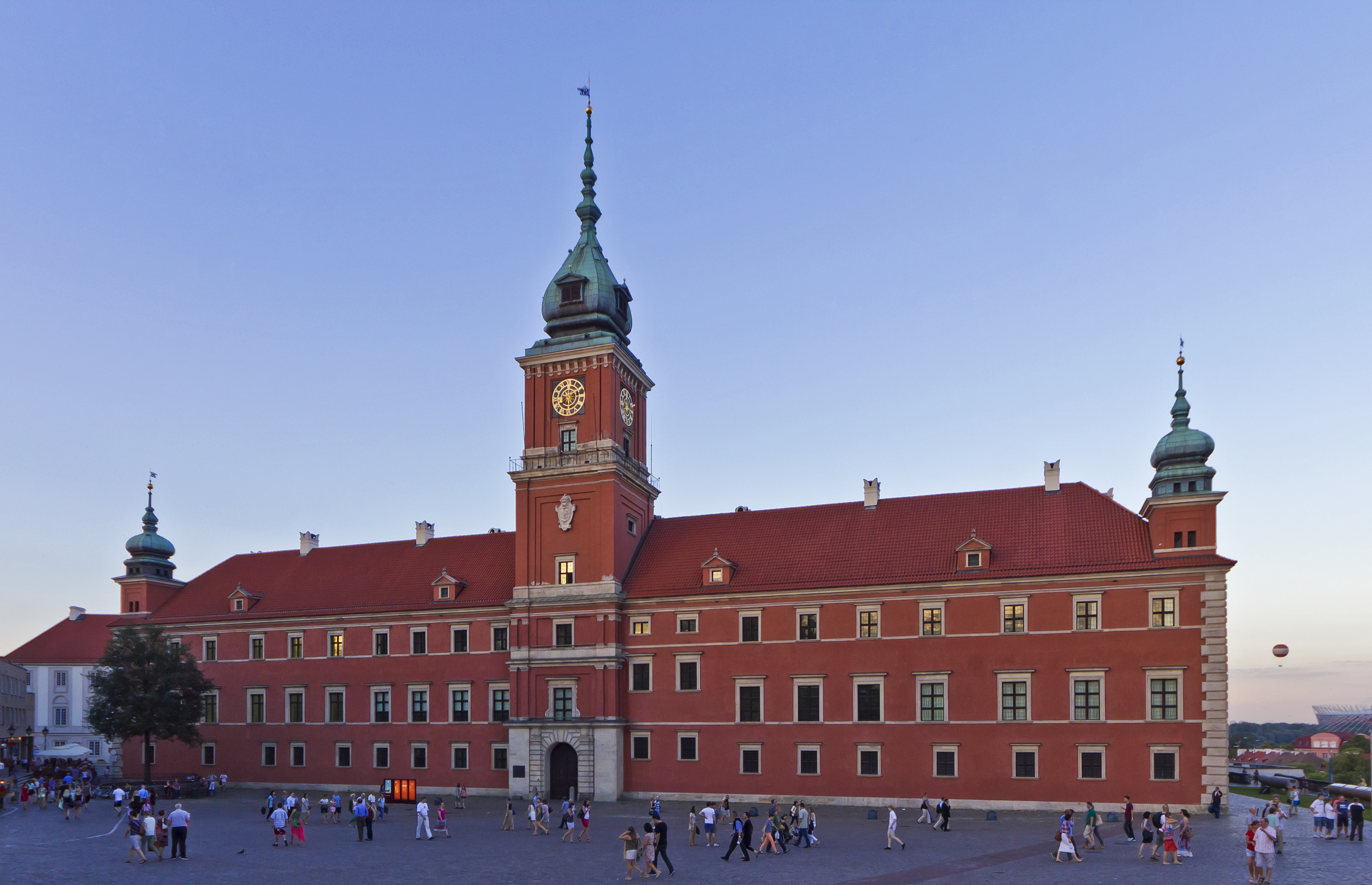
Palau Reial

El 1918, el palau Reial tornà a ser seu de la més alta autoritat de Polònia, ara president de la República i la seua cancelleria.
A finals dels anys 1930, començà la restauració de la ciutat vella, que es veié interrompuda per la Segona Guerra Mundial. Durant la Invasió alemanya de Polònia de 1939, gran part del barri antic fou destruïda por la Luftwaffe alemanya, en una campanya de terror que prenia de blanc àrees residencials i monuments històrics. Passat el setge de Varsòvia de 1939, se n'inicià la reconstrucció, immediatament després de la Insurrecció de Varsòvia (d'agost a octubre de 1944): el que restava dempeus fou destruït sistemàticament per l'exèrcit alemany. L'estàtua anomenada «el petit insurgent» (Mały Powstaniec), erigida a la muralla medieval, commemora la insurrecció.
Acabada la guerra, la ciutat vella fou reconstruïda meticulosament pel poble polonès. S'hi reutilitzaren els materials originals sempre que fou possible; rajoles i elements decoratius, rescatats de les runes, s'inseriren als llocs originals. Les pintures vedutistes de Bernardo Bellotto (segle xviii) i els dibuixos d'estudiants d'arquitectura del període d'entreguerres en foren fonamentals per a la reconstrucció.

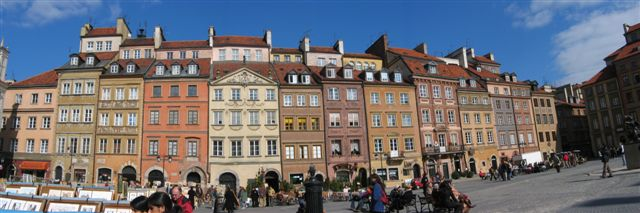
Plaça del Mercat (Rynek Starego Miasta)